# Col de Baracuchet
Le col de Baracuchet est un col de montagne situé dans les monts du Forez (Massif central) en France. À une altitude de 1 264 mètres, il se trouve entre les départements du Puy-de-Dôme et de la Loire.